# Спомен-биста Ђури Јакшићу у Београду
Спомен-биста Ђури Јакшићу је споменик у Београду. Налази се на Калемегдану у општини Стари град.

## Опште карактеристике
Спомен-бисту израдио је српски вајар Петар Убавкић, а подигло ју је Типографско певачко друштво „Јакшић”, 1896. године.
Георгије Ђура Јакшић (Српска Црња, 8. август 1832 — Београд, 16. новембар 1878) је био српски сликар, песник, приповедач, драмски писац, учитељ и боем.